# Plum Creek, Walnut Grove
Plum Creek är en 57 kilometer lång biflod till Cottonwood River i sydvästra Minnesota i norra USA. Plum Creek rinner vid Walnut Grove, där familjen Ingalls hade sin gård i TV-serien Lilla huset på prärien. Floden har fått sitt namn av de vildplommonträd (Prunus americana), vilka växer vid den.